# Luther Lee Bernard
Luther Lee Bernard, född 29 oktober 1881, död 23 januari 1952, var en amerikansk sociolog.
Bernard blev filosofie doktor vid Chicago University 1910 och 1929 professor vid Washington State University. Han var en framstående sociolog, och underkastade bland annat William McDougalls instinktslära en skarp kritik i Instinct (1924). Bland hans senare arbeten märks Social control in its sociological aspects (1939) och Introduction to sociology (1942).